# Alntorps storskog
Alntorps storskog är ett naturreservat i Nora kommun i Örebro län.
Området är naturskyddat sedan 2016 och är 45 hektar stort. Reservatet består av naturskogsartade äldre barrskog, hällmarker och en bäckdal.